# Паулу Антоніу да Сілва Рібейру
Паулу Антоніу да Сілва Рібейру (порт. Paulo António da Silva Ribeiro, нар. 6 березня 1984, Сетубал) — португальський футболіст, що грав на позиції воротаря.
Виступав, зокрема, за клуби «Віторія» (Сетубал), «Порту» та «Шавіш», а також молодіжну збірну Португалії.

## Клубна кар'єра
Народився 6 березня 1984 року в місті Сетубал. Вихованець юнацьких команд футбольних клубів «Праєнсі» та «Віторія» (Сетубал).
У дорослому футболі дебютував 2003 року виступами за головну команду останнього, у якій провів два сезони, взявши участь в 11 матчах чемпіонату. 
2005 року перейшов до «Порту», у системі якого протягом сезону грав за «Порту Б», після чого був переведений до основної команди, де, утім, був лише резервним голкіпером.
Згодом з 2007 по 2011 рік грав у складі команд «Ольяненсі», «Портімоненсі», «Візела» та «Лейшойнш».
У 2011 році уклав контракт з клубом «Шавіш», у складі якого провів наступні п'ять років своєї кар'єри гравця.  Більшість часу, проведеного у складі «Шавіша», був основним голкіпером команди.
Протягом 2016—2018 років захищав кольори клубів «Візела» та «Олівейренсі».
Завершив ігрову кар'єру у команді «Пінальновенсе», за яку виступав протягом 2018—2020 років.

## Виступи за збірну
Протягом 2004–2007 років залучався до складу молодіжної збірної Португалії. На молодіжному рівні зіграв у 14 офіційних матчах, пропустив 1 гол.